# Jeangu Macrooy
Jeangu Macrooy (ʒɑ̃nˈgù maˈkroːi, født 6. november 1993) er en surinamsk sanger, der skulle have repræsenteret Holland ved Eurovision Song Contest 2020 i Rotterdam. Eurovision Song Contest 2020 blev imidlertid aflyst på grund af COVID-19-pandemien. I stedet er han blevet internt udvalgt af hollandsk TV til at repræsentere landet ved Eurovision Song Contest 2021 med en endnu ikke offentliggjort sang.
Jeangu blev født i Paramaribo og flyttede senere til Amsterdam. Han har boet der lige siden. Efter to år på Conservatory of Music i Paramaribo besluttede han at fortsætte sine studier som komponist ved ArtEZ University of the Arts i Enschede i Holland. Sammen med sin bror Xillan Macrooy grundlagde han gruppen Between Towers i 2011.

## Diskografie

### Studio Alben
| High On You                                                                                           | - Released: 14 April 2017 - Label: Unexpected Records - Formats: Digital download, CD   | 69 |
| Horizon                                                                                               | - Released: 8 February 2019 - Label: Unexpected Records - Formats: Digital download, CD | —  |
| "—" bezeichnet eine Aufzeichnung, die in diesem Gebiet nicht aufgezeichnet oder veröffentlicht wurde. |                                                                                         |    |

### Live Alben
| Title | Details                                                                                 |
| ----- | --------------------------------------------------------------------------------------- |
| Live! | - Released: 6 November 2019 - Label: Unexpected Records - Formats: Digital download, CD |

### Extended plays
| Title        | Details                                                                          |
| ------------ | -------------------------------------------------------------------------------- |
| Brave Enough | - Released: 7 April 2016 - Label: Unexpected Records - Formats: Digital download |

### Singles
| "Gold"                                                                                                | 2016 | — | Brave Enough |
| "To Love Is To Hurt"                                                                                  | 2016 | — | Brave Enough |
| "Brave Enough"                                                                                        | 2016 | — | Brave Enough |
| "Step Into The Water"                                                                                 | 2017 | — | High On You  |
| "Crazy Kids" (featuring Xillan)                                                                       | 2017 | — | High On You  |
| "High On You"                                                                                         | 2017 | 1 | High On You  |
| "Tell Me Father"                                                                                      | 2017 | — | High On You  |
| "How Much I Love You"                                                                                 | 2018 | — | Horizon      |
| "Dance With Me"                                                                                       | 2018 | — | Horizon      |
| "Shake Up This Place"                                                                                 | 2019 | — | Horizon      |
| "Second Hand Lover"                                                                                   | 2019 | — | Horizon      |
| "—" bezeichnet eine Aufzeichnung, die in diesem Gebiet nicht aufgezeichnet oder veröffentlicht wurde. |      |   |              |